# Aminata Konaté (sprinteuse)
Ne doit pas être confondu avec Aminata Konaté.
Pour les articles homonymes, voir Konaté.
Aminata Konaté, née le 29 décembre 1968, est une athlète guinéenne, spécialiste des épreuves de sprint.
Elle est la première femme à représenter la Guinée aux Jeux olympiques.

## Carrière
Elle a participé au 100 mètres féminin aux Jeux olympiques d'été de 1992 . Elle a été la première femme à représenter la Guinée aux Jeux olympiques.